# Dospat (huyện)
Dospat là một huyện thuộc tỉnh Smolyan, Bungaria. Dân số thời điểm năm 2001 là 10276 người.